# Bank of America Tower (Miami)
Pour les articles homonymes, voir Bank of America Tower.

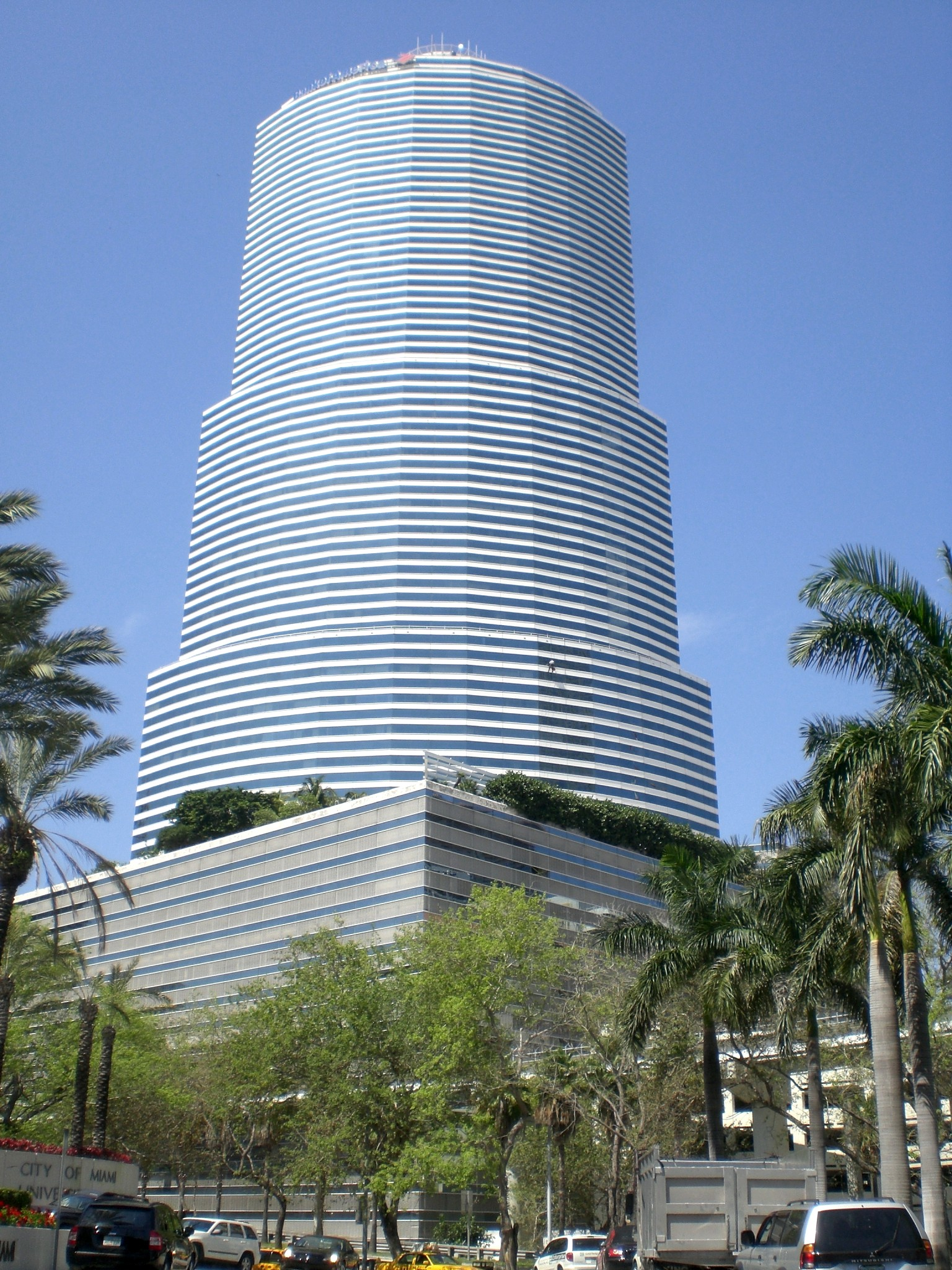
Bank of America Tower (2007)

La Bank of America Tower (autrefois CenTrust Tower) est un gratte-ciel de bureau de 47 étages et haut de 191 m situé à Miami, Floride (États-Unis) .
La tour a été construite entre 1984 et 1987.
L'architecte est Ieoh Ming Pei.
Elle apparait au generique du film bad boys en 1995.